# Donnelly (rivier in West-Australië)
De Donnelly is een rivier in de regio South West in West-Australië. Het historische vakantiedorp Donnelly River is naar de rivier vernoemd.

## Geschiedenis
De eerste Europeaan die de rivier waarnam was luitenant William Preston in 1831. Het was echter gouverneur James Stirling die de rivier later haar nam gaf. Hij vernoemde ze vermoedelijk naar zijn schoonbroer, Ross Donnelly Mangles, of naar admiraal Ross Donnelly naar wie Mangles was vernoemd. Ook William Preston was een schoonbroer van Mangles want hij huwde de zus van Stirlings echtgenote.

## Geografie
De rivier ontstaat op een hoogte van ongeveer 340 meter, iets meer dan tien kilometer ten oosten van Yornup. Ze stroomt ongeveer 150 kilometer in zuidwestelijke richting, door drie lokale bestuursgebieden: Shire  of  Manjimup, Shire of Bridgetown-Greenbushes en Shire of Nannup. De Donnelly mondt tussen Broadwater en Black Point in de Indische Oceaan uit.
De Donnelly wordt door onder meer onderstaande waterlopen gevoed (+ hoogte samenvloeiing):
- Barlee Brook (28 m)
- Carey Brook (14 m)
- Fly Brook (1 m)

## Ecologie
De Donnelly heeft weinig last van veelvoorkomende problemen zoals een lage waterkwaliteit of het verlies van oeverbegroeiing. Slechts op enkele plaatsen aan de bovenrivier kan vee aan het water. De grootste bedreiging voor de rivier is de groeiende aanwezigheid van de braam.

### Flora
Van de oppervlakte van het stroomgebied van de Donnelly is slechts 20% ontbost. De helft van het beboste gebied bestaat uit jarrah- en marribos, 40 % uit karribos en de resterende 10 % uit 'low paperbark woodland' (Melaleuca). De struiklaag van het marribos bestaat voornamelijk uit Banksia grandis, Allocasuarina fraseriana, Persoonia longifolia en op vochtige plaatsen Agonis flexuosa. Het karribos kent een struiklaag van Allocasuarina decussata, Agonis flexuosa, Bossiaea laidlawiana, Trymalium floribundum, Thomasia quercifolia en Pimelia clavata. Naar de kust toe groeit: Melaleuca preissiana, Melaleuca raphiophyllaare, Agonis flexuosa en Eucalyptus cornuta.

### Fauna
In de rivier leven zowel inheemse als geïntroduceerde vissoorten. Inheemse zoetwatervissen die er werden waargenomen zijn onder meer het salamandervisje, Tandanus bostocki, Galaxias occidentalis, Galaxiella munda, Galaxiella nigrostriata, Edelia vittata, Nannatherina balstoni, Bostockia porosaen Geotria australis. Volgende inheemse vissen werden nabij de monding van de rivier waargenomen: Acanthopagrus butcheri, Mugil cephalus, Aldrichetta forsteri, Arripis georgianus en Tandanus bostocki. Enkele vissoorten werden geïntroduceerd waaronder: Gambusia holbrooki, baars en regenboogforel. De regenboogforel komt het meest voor en werd op de rivier gezet om op te vissen.

## Klimaat
Het stroomgebied van de Donnelly kent een gematigd mediterraan klimaat met koele vochtige winters en hete droge zomers. De gemiddelde jaarlijkse neerslag voor het stroomgebied bedraagt 1.225 mm.
- Virtual International Authority File: 315528276